# Ubosot

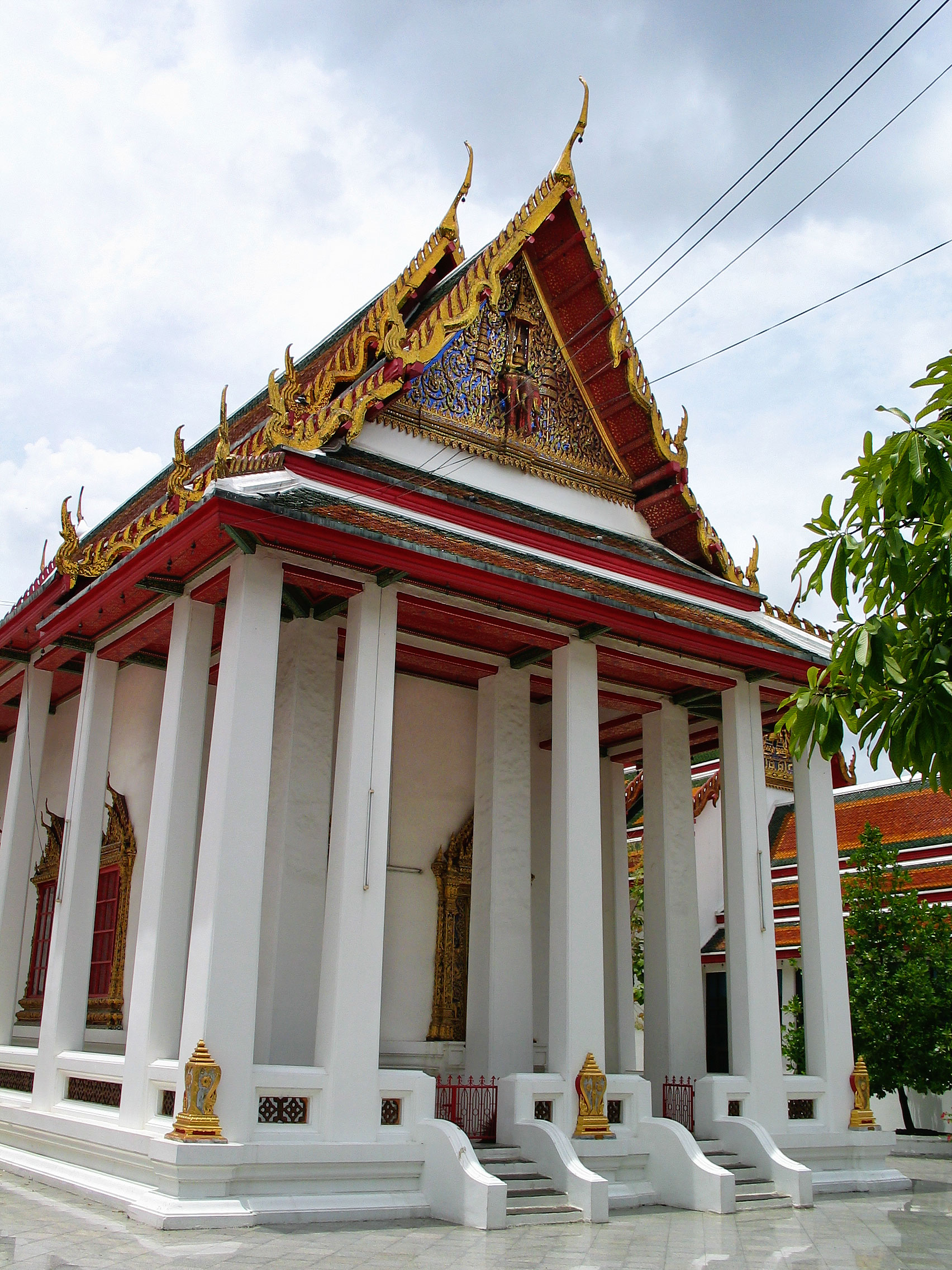
Bot des Wat Maha Phruettharam, Bang Rak, Bangkok

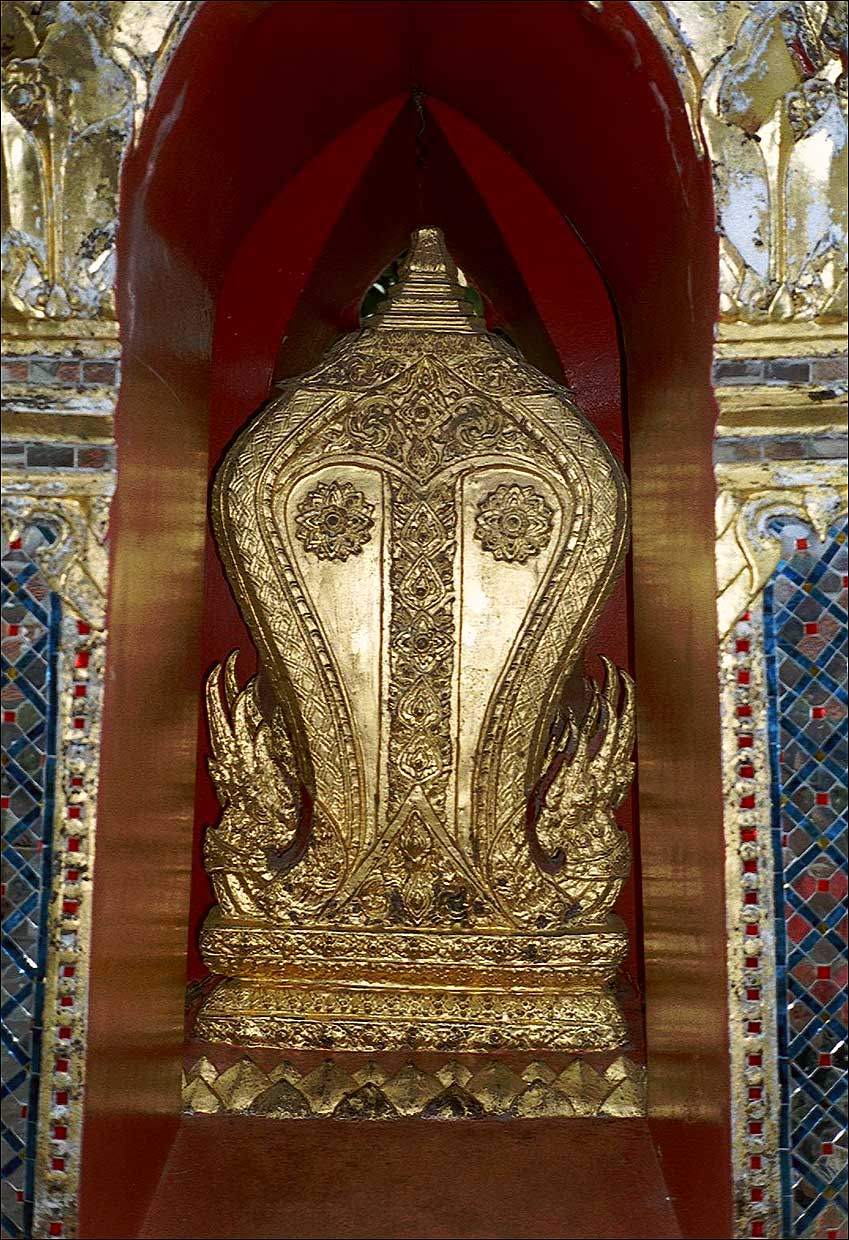
Bai Sema, Markierungsstein zur Abgrenzung des heiligen Bereichs

Der Ubosot (Thai: โบสถ์, Phra Ubosot พระอุโบสถ, kurz auch Bot) ist das heiligste Gebäude in einem Wat, einer buddhistischen Tempelanlage in Thailand. Der Begriff stammt von dem Wort uphosathagara aus der Pali-Sprache, meistens wird es zu „Bot“ verkürzt. Hier halten die Mönche ihre wichtigen Zeremonien ab, wie zum Beispiel die Mönchsweihe oder auch die regelmäßige Bekenntnis aller Mönche zu den 227 Ordens-Regeln. Diese letztere Zeremonie wird zweimal monatlich durchgeführt, nämlich am 15. Tag des abnehmenden und am 15. Tag des zunehmenden Mondes (siehe thailändischer Mondkalender). Sie wird in Thailand suat patimok (สวดปาฏิโมกข์), also Patimokkha (siehe Vinayapitaka) genannt, Laien sind dabei nicht zugelassen.
Obwohl dieses Gebäude das wichtigste des Tempelbezirks ist, ist es nicht unbedingt das größte. Als Mindestgröße ist lediglich vorgeschrieben, dass mindestens 21 Mönche darin Platz finden müssen. Der einzige Unterschied zu anderen Gebäuden innerhalb des Tempelkomplexes sind die acht Markierungs-Steine, die Bai Sema genannt werden. Sie stehen an den vier Eckpunkten und (jeweils auf der Hälfte dazwischen) den vier Kardinalpunkten. Nur innerhalb der so abgesteckten Gemarkung können die heiligen Zeremonien der Mönche abgehalten werden.
Der Bot hat gewöhnlich eine rechteckige Form mit einem langen Mittel- und zwei Seitenschiffen. Zusätzlich kann er vorne und hinten einen überdachten Vorbau aufweisen. Die Außenwände bestehen entweder aus Holz oder aus Ziegeln und sind weiß getüncht. Ein Bot kann eine, zwei oder sogar drei Türen an der Ost- und der Westwand haben. Dabei liegt der Haupteingang gewöhnlich der Buddha-Statue gegenüber. Falls es das Gelände zulässt, ist der Bot ostwärts ausgerichtet, die Richtung, in die der Buddha blickte, als er die Erleuchtung erlangte.
Pilaster unterstützen das mehrfach gestaffelte Dach an den Seiten, während das Hauptgewicht von Säulen getragen wird, die sich nach oben kaum merklich verjüngen. Viele Bot in Nordthailand besitzen noch Säulen aus den Stämmen schnurgerade gewachsener Teak-Bäume. Das Staffeldach ist mit glasierten Keramik-Kacheln gedeckt. Im Rattanakosin-Stil bilden orange-rote Kacheln ein Rechteck, das von grünen Kacheln eingerahmt wird. Diese Art der Dachdeckung stammt bereits aus der Sukhothai-Zeit (13. –15. Jahrhundert n. Chr.). Die damaligen engen Verbindungen mit dem chinesischen Hof resultierten mit der Einführung einiger chinesischer Eigenheiten, wie zum Beispiel dieser Dach-„Ziegel“ aus Keramik. In den Seitenwänden befinden sich in gleichmäßigen Abständen Fenster, deren Rahmen und Läden häufig mit kunstvollen Schnitzereien oder bunten Mosaiken verziert sind.
Die Wände im Innenraum des Bot können ganz einfach weiß getüncht aber auch mit großartigen Wandmalereien versehen sein. Im Gegensatz zu vielen chinesischen Tempeln sind die Innenräume thailändischer Tempelgebäude nach oben mit einer Decke abgeschlossen, die das Gebälk des Dachstuhls vor dem Auge des Betrachters verbergen. Die Decke ist häufig künstlerisch bemalt, mit goldenen Motiven auf rotem Untergrund.